# Diskografija sastava Sigur Rós
Diskografija islandskog sastava Sigur Rós

### Studijski albumi
- Von (1997.)
- Ágætis byrjun (1999.)
- ( ) (2002.)
- Takk... (2005.)
- Með suð í eyrum við spilum endalaust (2008.)
- Valtari (2012.)
- Kveikur (2013.)